# Henri Petit (architecte)
Pour les articles homonymes, voir Henri Petit (homonymie) et Petit.
Henri Louis Paul Petit, dit Henri Petit, né le 19 juillet 1856 à Paris et mort le 31 juillet 1926 à Alger, est un architecte français actif en Algérie. 
Diplômé en 1880 de l'École nationale des beaux-arts à Paris, il est élève dans l'atelier de Jules André. Il s'installe ensuite à Alger comme architecte puis devient architecte du Gouvernement général de l'Algérie.

## Biographie
Henri Petit est à Alger ce que Marius Boyer est à Casablanca. Il est avec Jules Voinot, une des grandes figures de l'école néo-mauresque à Alger.
Une fois ses études à l'École des Beaux-arts de Paris terminées, il se rend en 1880 à Alger sur proposition de l'architecte parisien Louis Dauphin. Ce dernier  lui propose de le seconder en tant qu'inspecteur des travaux des écoles supérieures, qui deviendront l'Université, dite Faculté centrale (rue Didouche-Mourad ex-rue Michelet). 
Conscient des opportunités qui s'offrent en Algérie, il décide de s'y installer. Il exerce en tant qu'inspecteur au service d'architecture du Gouvernement général. À ce titre, il suit la construction du Palais consulaire (aujourd'hui Chambre de commerce) en 1893. On lui doit aussi plusieurs docks du port ainsi que la rampe Bugeaud (aujourd'hui Ben Boulaïd) qui relie la Grande Poste à l'hôtel Aletti. Sa contribution au néo-mauresque se manifeste à travers la medersa Thaâlibiyya (aujourd'hui Bencheneb) en 1904, près du mausolée de Sidi-Abderrahmane, et, le siège du journal La Dépêche algérienne (ex-Librairie du Parti, siège du RND) en 1906. Parmi ses œuvres remarquées, figurent aussi, la médersa de Tlemcen (1905), l'église anglicane et son presbytère-bibliothèque (1908) qui sont souvent à tort attribués à l'architecte anglais Benjamin Bucknall, l'Institut Pasteur (ancien siège du Hamma) et l’hôtel de ville de Duperré. 
En dehors de la commande du gouvernement orienté vers le style d'État (le néo-mauresque), Henri Petit conçoit plusieurs immeubles et maisons de styles divers, à l'image de l'immeuble du Bon Marché, place de l'Émir Abdelkader (ex-place Bugeaud), et qui abrite à l'angle de son rez-de-chaussée, le Milk-Bar. Ce bâtiment, conçu avec l'architecte Georges Garnier en 1920-1921, constitue une de ses dernières interventions. 
À Paris, Henri petit compte aussi quelques œuvres telles que l'hôtel (théâtre) Femina, situé avenue des Champs-Élysées, et une dizaine d’immeubles de rapport situés sur l'avenue Jean-Jaurès, l'avenue Alphand, l'avenue du Colonel-Bonnet, la place Constantin-Pecqueur, la rue Cortot, l'avenue Chaptal et l'avenue de Ségur. 

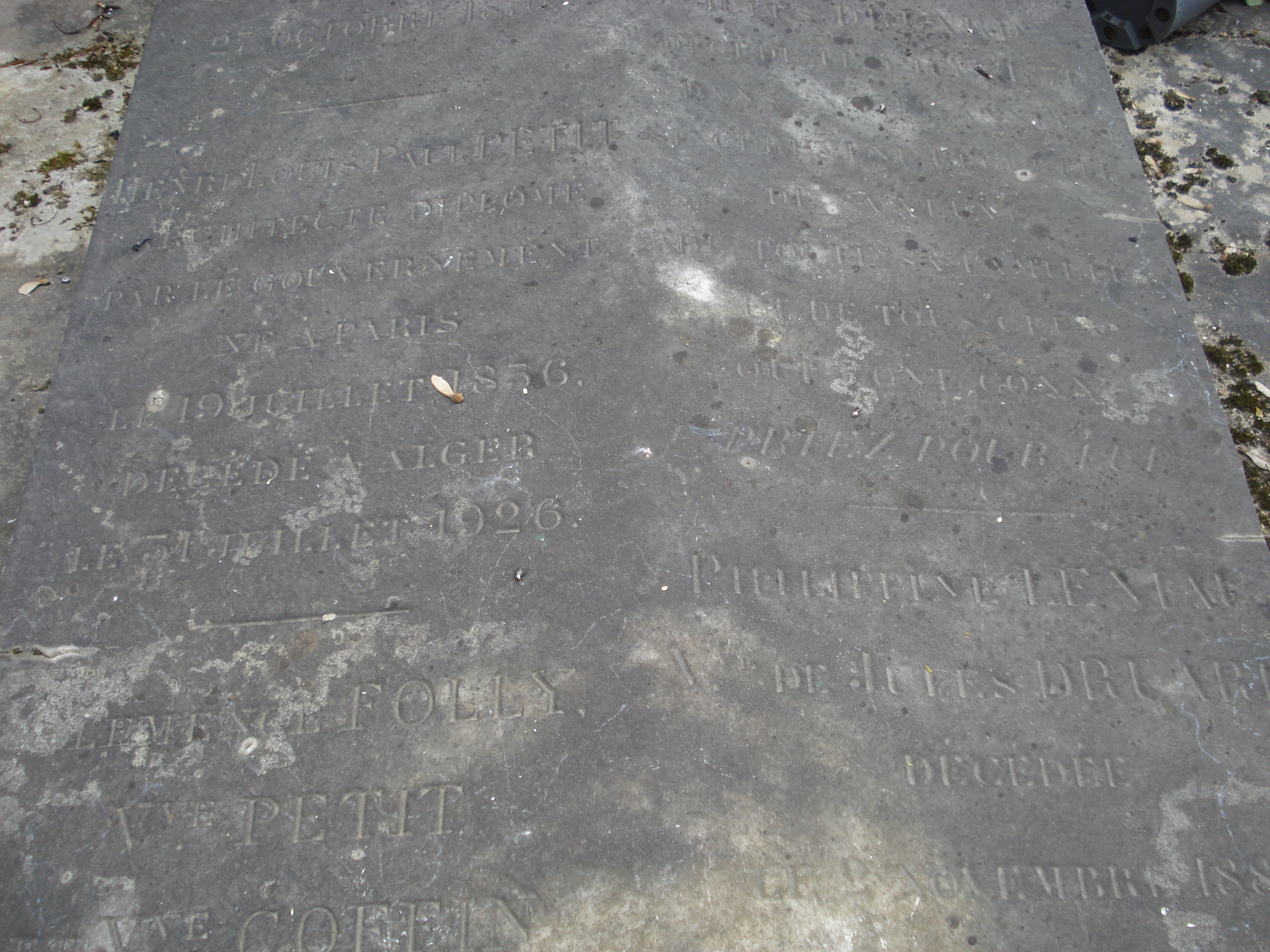
Sépulture familiale.

Henri petit meurt en 1926 à Alger, où il est enterré. Cependant, il existe une tombe au cimetière de Montmartre, tombe de la famille Druard, 29e division, où l'on lit sur la dalle : Henri-Louis-Paul Petit, architecte diplômé par le gouvernement, né à Paris le 19 juillet 1856, décédé à Alger le 31 juillet 1926, ce qui permet de supposer que sa sépulture a été transférée en métropole par sa famille.

## Principales réalisations

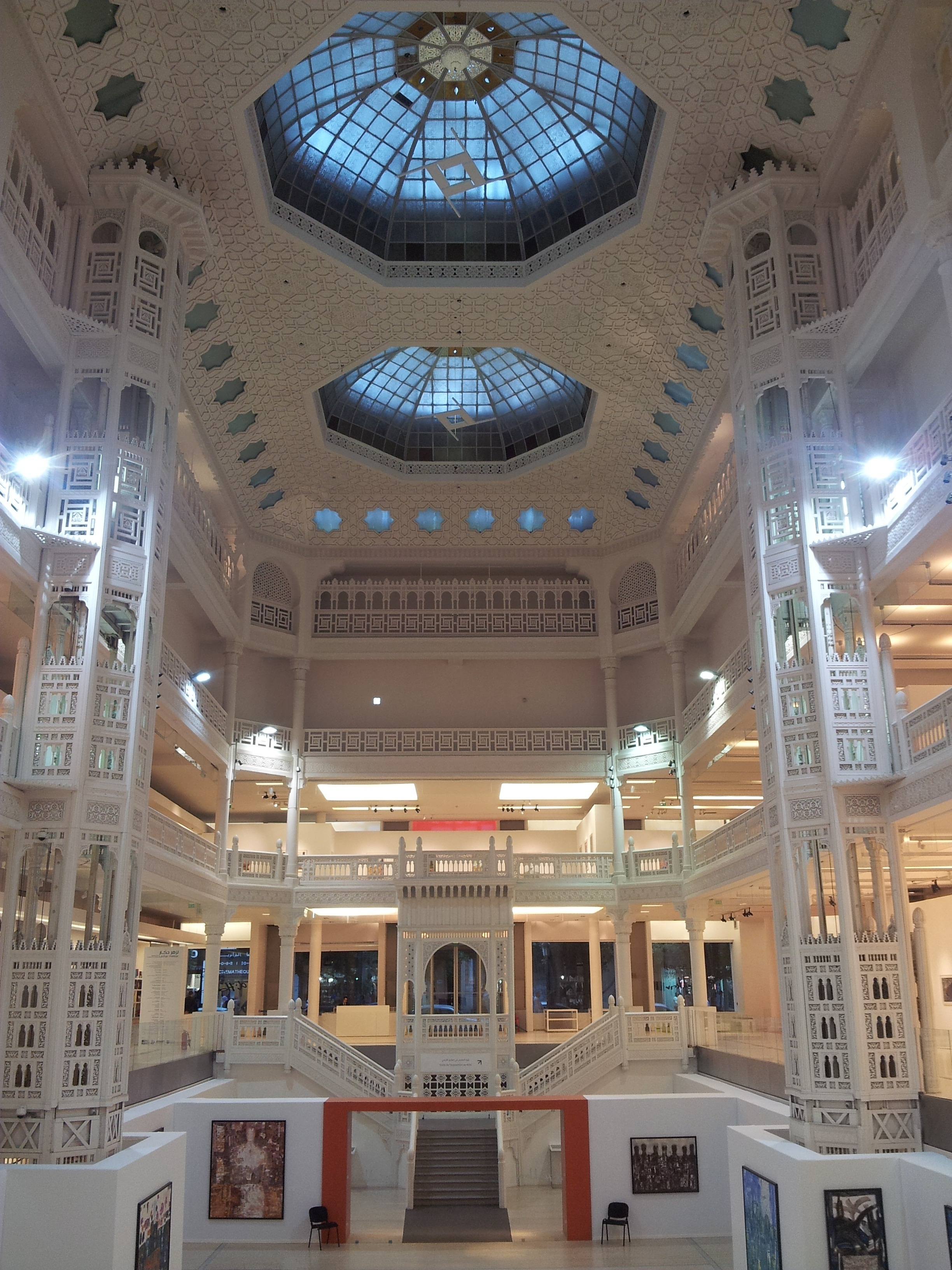
Musée d'art moderne d'Alger, anciennes Galeries de France.

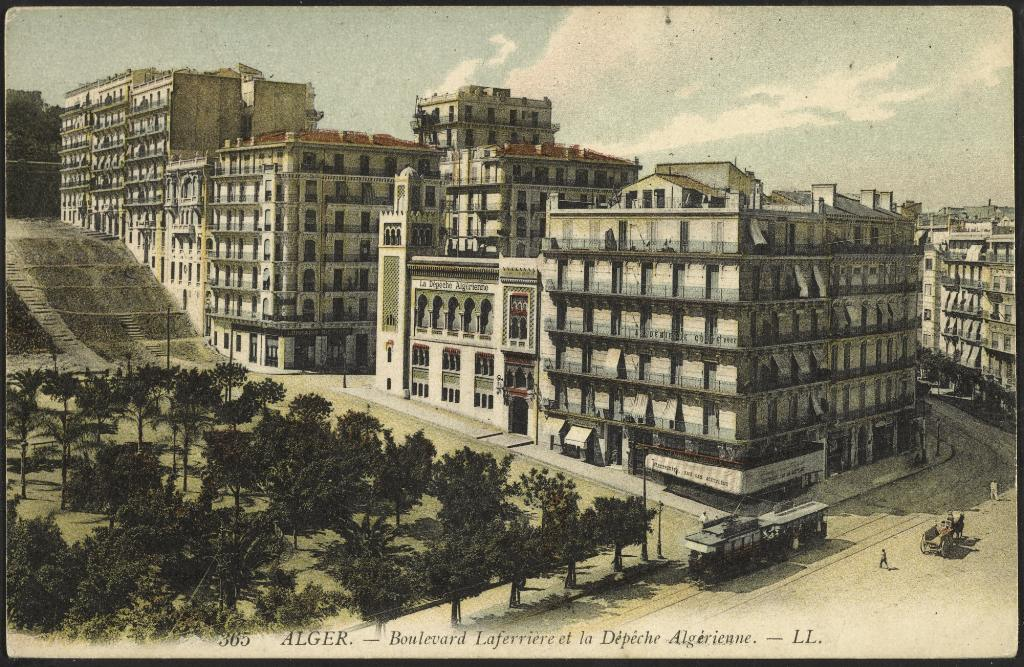
Immeuble de la Dépêche algérienne

- 1888, Alger, premiers bâtiment des Facultés
- 1893, Alger, palais consulaire (chambre de commerce)
- 1900, Alger, mairie d'El Biar
- 1904-1906, Alger, immeuble de la Dépêche algérienne
- 1905, Alger, medersa Thaâlibiyya
- 1905, La medersa de Tlemcen
- 1907, Hôtel Femina avenue Champs Elysées
- 1909, Alger, église anglicane de la Sainte-Trinité
- 1910, Alger, bâtiment de l'Institut Pasteur fondé par les professeurs Trolard et Soulié
- 1914, Alger, Galeries de France (actuellement Musée d'art moderne d'Alger, MAMA)
- 1914, Alger, palais de l'Assemblée algérienne
- 1920-1921, Alger, immeuble du Bon Marché (en collaboration avec Georges Garnier)
- 1925-1929, Alger, gare maritime